# جناح هاما

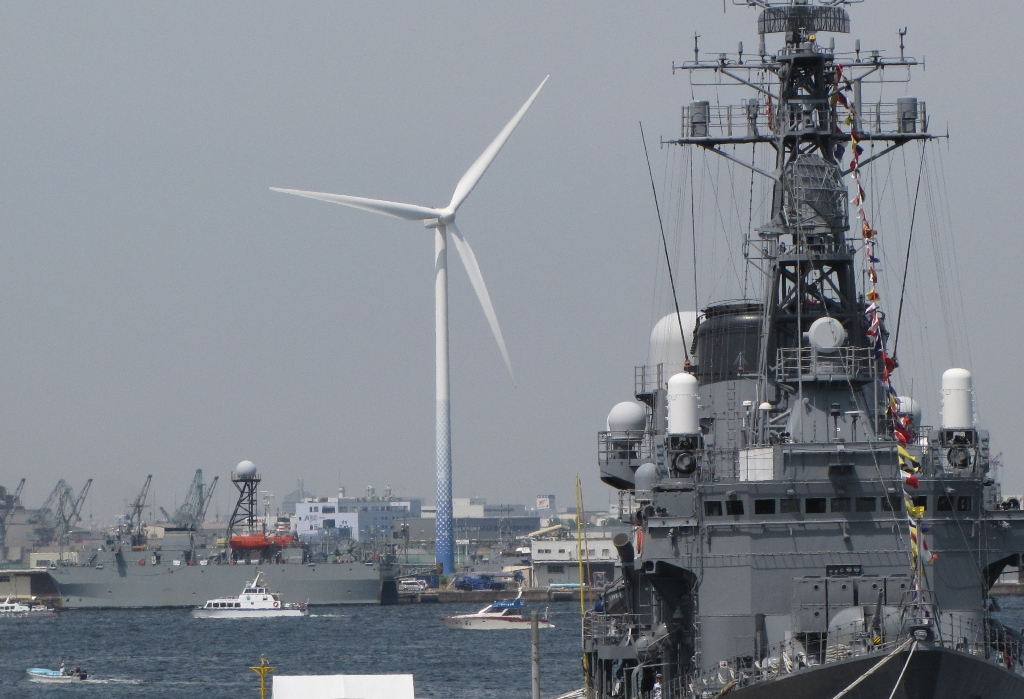
جناح هاما.

جناح هاما (باليابانية: ハマウィング) هو لقب لمصنع طاقة الرياح في مدينة يوكوهاما، يعد جناح هاما محطة لطاقة الرياح التجريبية، أنشئت في كاناغاوا كو في مدينة يوكوهاما التابعة لمحافظة كاناغاوا في اليابان، وذلك في شهر أبريل من عام 2007.
توربينات الرياح تستخدم نظام ثقاب أنظمة الرياح A/S موديل (V80-2.0MW) مع قطر دوران يبلغ 80 مترا (260 قدم)، ويبلغ طوله 78 متر (256 قدم)، في حين تبلغ أعلى نقطة طولية لدوران التوربينات 118 متر (387 قدم)، أي أعلى من عجلة كوزمو الساعة 21 البالغ ارتفاعها 112.5 متر (369 قدم) والواقعة في مدينة يوكوهاما، يبلغ حجم إنتاج توربينات الرياح 1980 كيلو واط (يكفي لطاقة 860 منزل)، الغرض من مشروع جناح هاما هو نشر مصادر الطاقة البديلة الصديقة للبيئة في مدينة يوكوهاما، بالإضافة لتوفير الكهرباء لمنطقة ميناتو ميراي 21.